# Chiesa della Madonna degli Angeli (Cannuzzo)

## Descrizione
La chiesa della Madonna degli Angeli è un edificio di culto di Cannuzzo, frazione del comune di Cervia.
Questa chiesa è uno dei molti edifici sacri che, nella dedicazione, testimonia la profonda ed autentica vocazione mariana della popolazione cervese fin dai tempi antichi. Da un'immagine della Madonna con il Figlio contornata da due angeli, contenuta nella celletta di uno dei due antichi oratori presenti nelle tre distinte borgate, destinate a dar luogo al paese di Cannuzzo, prende il nome l'attuale chiesa che, sorta nel 1828, rappresenta la continuità di un culto già molto vivo fin dagli inizi del '600.
La pianta dell'edificio consta di una sola navata molto estesa in altezza, con due cappelle laterali in prossimità dell'abside, in cui, in quella di destra, trovò collocazione nel 1930 la statua del Sacro Cuore di Gesù. Separato dal corpo principale, il campanile a base quadrata è di costruzione successiva alla edificazione della chiesa. Realizzato completamente in mattoni, faccia a vista, il solido aspetto esterno dell'edificio, rotto soltanto da quattro piccole finestre circolari, è espresso da una facciata rimarcata da quattro paraste, tipiche del periodo rinascimentale, a suddividerla in tre moduli uguali.
La campata esterna con l'ingresso ed il rosone, è contraddistinta da un fronto poggiante su proprie cornici e modanature in laterizio che corrono, esternamente lungo tutti il perimetro longitudinale dell'edificio. La navata, sovrastata da nove capriate il legno in sistema composto, è illuminata da quattro finestre, due per parte, posizionate in ordine simmetrico, nella parte mediana, sopra le cappelle laterali. Sotto il profilo architettonico il presbiterio, rimarcato da paraste e l'abside semicircolare con volta a botte, a differenza della navata dal disegno estremamente sobrio, si caratterizzano per la ricca decorazione interna, fatta di cornici e modanature orizzontali continue e sporgenti in prossimità dell'imposta della volta.
La navata e la controfacciata appaiono oggi affrescate da numerose immagini collocate, senza soluzione di continuità, a decoro della parte superiore delle pareti, opera che la memoria popolare vuole realizzate proprio da un viandante. È da alcuni attribuibile al pittore romagnolo Girolamo Marchesi, detto il Cotignola, la già citata Madonna con gli angeli, un dipinto di indubbio valore artistico è messo in secondo piano dal forte sentimento di una venerazione di cui è oggetto; culto particolarmente radicato nell'antica gente di quei luoghi se, durante i lavori di restauro compiuti attorno alla metà del secolo scorso, per staccare l'affresco e metterlo su tela, è emersa una precedente Madonna con Bambino. Due pregevoli angeli ceroferari lignei arricchiscono l'ingresso del presbiterio e fanno da cornice all'altare maggiore.